# Vallsjön (Sala socken, Västmanland)
Vallsjön är en sjö i Sala kommun i Västmanland och ingår i Dalälvens huvudavrinningsområde. Sjön har en area på 0,367 kvadratkilometer och ligger 83,9 meter över havet. Vid provfiske har abborre, gädda, mört och sarv fångats i sjön.

## Delavrinningsområde
Vallsjön ingår i det delavrinningsområde (665614-154415) som SMHI kallar för Ovan Vatthyttsbäcken. Medelhöjden är 85 meter över havet och ytan är 2,89 kvadratkilometer. Det finns inga avrinningsområden uppströms utan avrinningsområdet är högsta punkten. Vattendraget som avvattnar avrinningsområdet har biflödesordning 3, vilket innebär att vattnet flödar genom totalt 3 vattendrag innan det når havet efter 112 kilometer. Avrinningsområdet består mestadels av skog (71 procent). Avrinningsområdet har 0,33 kvadratkilometer vattenytor vilket ger det en sjöprocent på 11,4 procent.